# درولسهاغن
درولزهاغن (بالألمانية: Drolshagen) هي بلدة ألمانية تقع في ألمانيا في أولبه. يقدر عدد سكانها بـ 12,154 نسمة .

## أعلام
- إميلي إنجل